# Tratado de Fort Jackson

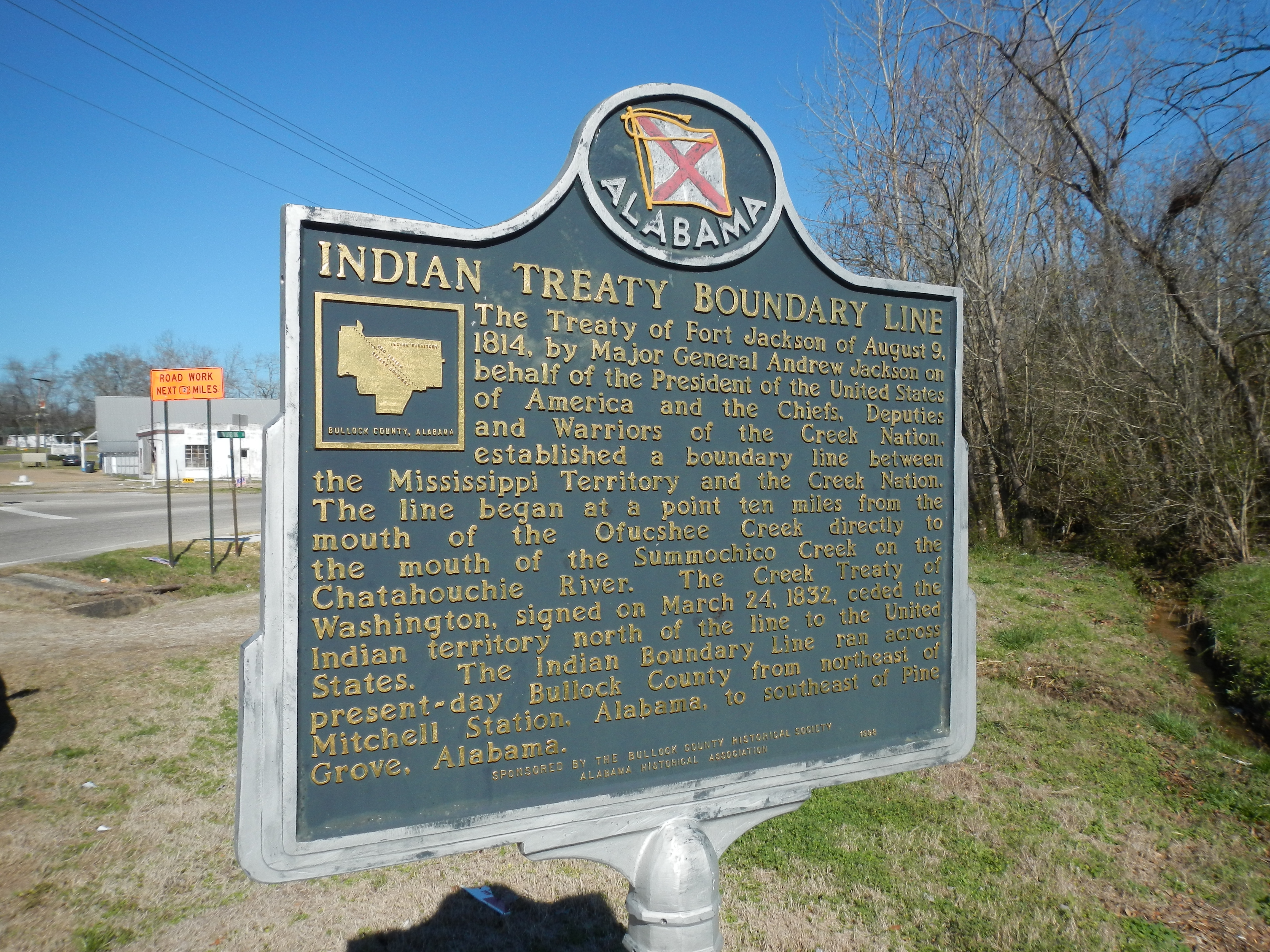
Um marcador histórico perto de Union Springs em no Condado de Bullock, Alabama mostra a linha de fronteira do Território Indígena criada pelo Tratado de Fort Jackson.

O Tratado de Fort Jackson (também conhecido como o Tratado com os Creeks, 1814) foi assinado em 9 de Agosto de 1814 em Fort Jacskon próximo à Wetumpka, Alabama logo após a derrota da resistência creek pelas tropas aliadas aos Estados Unidos na Batalha de Horseshoe Bend. O tratado foi ratificado nas margens do Rio Tallapoosa, nas imediações da atual cidade de Alexander City. O exército americano, liderado pelo general Andrew Jackson, consistia, principalmente, na Milícia Ocidental do Tennessee e na 39º Infantaria dos Estados Unidos, aliada a um enorme grupo de Cherokees e Lower Creek's, amigáveis ao lado americano. Os Upper Creek's foram liderados pelo chefe Menawa, que fugiu com centenas de sobreviventes para a Flórida, onde se aliaram aos Seminoles. A rendição deu fim à Guerra Creek, lutada pelos Estados Unidos simultaneamente à Guerra de 1812.
Pelos termos do tratado, os Creek foram forçados a ceder em torno de 93.000km² de seu território - consistindo no remanescente de suas terras na Geórgia e grande parte do centro do Alabama - ao governo americano
Esta vitória definitiva deu espaço par Jackson seguir ao sudoeste, rumo a Louisiana, onde bateu as forças britânicas na Batalha de Nova Orleães. Suas vitórias deram-lhe um grandioso apoio popular, criando uma imagem que contribuiu para o seu sucesso na corrida presidencial de 1828.

## Ligações Externas
- Marco de fronteira da Geórgia, 1814